# Internationale Vereinigung für Rechts- und Sozialphilosophie
Die Internationale Vereinigung für Rechts- und Sozialphilosophie (IVR) (engl.: International Association of Legal and Social Philosophy), gegründet 1909 unter dem Namen „Internationale Vereinigung für Rechts- und Wirtschaftsphilosophie“, ist eine wissenschaftliche Gesellschaft auf dem Gebiet der Rechts- und Sozialphilosophie.
Die IVR ist zugleich die Muttervereinigung einer Vielzahl von juristisch und organisatorisch selbständigen nationalen Sektionen (z. B. der deutschen Sektion der Internationalen Vereinigung für Rechts- und Sozialphilosophie).

## Aufgabe
Die IVR ist ein eingetragener gemeinnütziger Verein zur Förderung der Wissenschaft. Zweck der IVR ist gemäß Satzung die „Pflege und Förderung von Wissenschaft und Forschung im Bereich der Rechts- und Sozialphilosophie auf nationaler und internationaler Ebene“ („cultivation and promotion of legal and social philosophy on the national and international level“), wobei sie für jede wissenschaftliche Richtung offen ist („open to every scholarly direction“). Zu diesem Zweck veranstaltet die IVR alle zwei Jahre Weltkongresse. Des Weiteren ist sie Herausgeberin der internationalen Zeitschrift „Archiv für Rechts- und Sozialphilosophie“ (ARSP) und der Fachenzyklopädie „Encyclopedia of the Philosophy of Law and Social Philosophy“.

## Geschichte

### 1909 bis 1944
Die Gründung der IVR im Jahre 1909:
Die IVR wurde am 1. Oktober 1909 in Berlin unter dem Namen „Internationale Vereinigung für Rechts- und Wirtschaftsphilosophie“ gegründet. Ihren heutigen Namen – „Internationale Vereinigung für Rechts- und Sozialphilosophie“ – erhielt die Vereinigung im Jahre 1933.
Gründungsvorsitzende waren Fritz Berolzheimer (Geschäftsleitender Vorsitzender), Josef Kohler (Ehrenvorsitzender) und Carl Fürstenberg (Vorsitzender für die Vermögensangelegenheit). Der Vorstand wurde unterstützt durch einen „Ehrenrat der ausserdeutschen Kulturstaaten“ mit Mitgliedern aus 15 außerdeutschen Staaten und durch einen „Beratenden Ausschuß“ mit 40 Mitgliedern. Als Patron der Vereinigung fungierte der Unternehmer und Mäzen Wilhelm Merton. Das Verzeichnis der Gründungsmitglieder der IVR von 1909 nennt 166 Personen. Von ihnen kamen unter anderem 96 aus Deutschland, 13 aus Österreich-Ungarn, 11 aus den Niederlanden, 9 aus der Schweiz, 6 aus Italien, 6 aus Russland.
Zwei Jahre vor der Gründung der IVR war bereits eine wissenschaftliche Zeitschrift für Rechts- und Wirtschaftsphilosophie begründet worden. Gründungsherausgeber des 1907 gegründeten „Archivs für Rechts- und Wirtschaftsphilosophie“ (ARWP) waren Fritz Berolzheimer und Josef Kohler. Als Verlag fungierte die „Verlagsbuchhandlung Dr. Walther Rothschild“ unter der Leitung von Walther Rothschild mit Sitz in Berlin. Seit Gründung der IVR dient die Zeitschrift als deren Publikationsorgan. Parallel zur Umbenennung der Vereinigung wurde im Jahre 1933 auch die Zeitschrift umbenannt in „Archiv für Rechts- und Sozialphilosophie“ (ARSP).
Die ersten Kongresse der IVR:
Der erste Kongress der IVR fand im Mai 1910 in Berlin statt. Der in den Räumen des Preußischen Herrenhauses veranstaltete Kongress wurde von etwa 70 Teilnehmern und 20 Begleitpersonen besucht, die meistens aus Deutschland stammten. Das wissenschaftliche Programm bestand 10 Vorträgen zu Grundfragen der Rechtsphilosophie. Zwei der Gründungsväter hielten programmatische Vorträge: Josef Kohler über „Aufgaben und Ziele der Rechtsphilosophie“ und Fritz Berolzheimer über den „Methodenstreit in der Rechtsphilosophie der Gegenwart“. Das Referat von Walter Pollack wurde sogar durch eine „Lichtbilderdemonstration“ unterstützt. Das Rahmenprogramm umfasste einen Begrüßungsabend im Palast-Hotel und zwei nachmittägliche Empfänge bei den Ehepaaren Kohler und Fürstenberg (Letztere residierten in einer repräsentativen Villa in Berlin-Grunewald).
Schon ein Jahr nach dem Gründungskongress fand 1911 der zweite Kongress der IVR in Darmstadt statt. Der Kongress stand unter der Schirmherrschaft von Großherzog Ernst Ludwig von Hessen und bei Rhein, der dem Kongress am zweiten Tag auch persönlich beiwohnte. Der Kongress hatte 120 Teilnehmer, darunter viele aus der südhessischen Justiz. Das wissenschaftliche Programm bestand 12 Vorträgen. Besondere Aufmerksamkeit erhielten Fragen der Reform des Rechts, insbesondere in Bezug auf die Juristenausbildung und die juristische Weiterbildung.
Der dritte Kongress fand 1914 in den Räumen der Akademie für Sozial- und Handelswissenschaften in Frankfurt am Main statt. Der Kongress wurde von 170 Teilnehmern besucht und widmete sich vor allem praktischen Fragen aus den Bereichen Recht und Wirtschaft. Daneben gab es aber auch programmatische Vorträge zu rechtsphilosophischen Themen wie beispielsweise von Josef Kohler über das „Programm des Neo-Hegelianismus“ und von Fritz Berolzheimer über die „Grenzen der Rechtsphilosophie“.
Die Zeit des Nationalsozialismus und die Auflösung im Jahre 1944:
Nach der Machtergreifung der Nationalsozialisten wurde der Stellvertretende Vorsitzende Goetz Briefs, ein katholischer Sozialphilosoph, 1933/34 aus dem Amt entlassen und zur Emigration gezwungen.
Ebenfalls im Jahr 1933 erfolgte die Umbenennung der Vereinigung in „Internationale Vereinigung für Rechts- und Sozialphilosophie“ und der Zeitschrift in „Archiv für Rechts- und Sozialphilosophie“ (ARSP).
1935 wurde Carl August Emge, Professor für Rechtsphilosophie in Berlin, als Nachfolger von Wilhelm Sauer Geschäftsleitender Vorsitzender der IVR und zugleich Herausgeber des ARSP. 1948 wurde Emge bescheinigt, dass es ihm zu verdanken sei, „dass die IVR niemandem ‚unterstellt‘ und ihren unpolitisch, rein wissenschaftlichen Charakter beibehielt“.
1944 wurde die IVR, die zu dieser Zeit 1000 Mitglieder hatte, infolge der Kriegsereignisse aufgelöst.

### 1948 bis zur Gegenwart
Die Wiedergründung der IVR erfolgte bei einer Versammlung am 6. August 1948 in Mainz. Zum Gründungsvorstand wurden Rudolf von Laun (1. Vorsitzender), Wilhelm Szilasi (2. Vorsitzender) und Ulrich Klug (3. Vorsitzender) gewählt.
Auf dem 2. Weltkongress der Welt-IVR in Wien 1959 wurde beschlossen, die Vereinigung in verschiedene nationale Sektionen aufzugliedern.

## Organisationsstruktur
Die Vereinigung hat weltweit über 2000 Mitglieder. Die Mitglieder sind seit den 1950er Jahren in nationalen Sektionen organisiert, die in eigener Verantwortung Veranstaltungen organisieren und finanziell unabhängig sind. Aktuell verfügt die IVR über 41 nationale Sektionen.
Nationale Sektionen (in alphabetischer Reihenfolge):
- Argentinien
- Australien
- Belgien
- Brasilien
- Bulgarien
- Chile
- China (Jurisprudence Institute of the China Law Society – JICLS/IVR China)
- Costa Rica
- Dänemark
- Deutschland
- Finnland
- Frankreich (Association Française de Philosophie du Droit)
- Griechenland
- Großbritannien
- Honduras
- Indien
- Island
- Israel
- Italien
- Japan
- Kanada
- Kolumbien (Asociación colombiana de Filosofía)
- Kroatien
- Libanon
- Litauen
- Mexiko (Asociación Mexicana de Filosofía del Derecho – AMEFILDE)
- Neuseeland
- Niederlande
- Norwegen
- Österreich
- Polen (Stowarzyszenie Filozofii Prawa i Filozofii Społecznej – Sekcja Polska IVR)
- Rumänien
- Russland
- Schweden
- Schweiz
- Serbien
- Slowakei
- Slowenien
- Spanien
- Südafrika
- Südkorea
- Taiwan
- Tschechien
- Türkei
- Ukraine
- USA
- Venezuela

## Leitung
Die Vereinigung wird durch das Exekutivkomitee geleitet, deren Vorsitzender der Präsident ist. Der Präsident wird durch die Mitglieder gewählt.

### Das aktuelle Exekutivkomitee 2019/23
Das aktuelle Exekutivkomitee 2019/23 besteht aus folgenden Personen:
- Ehrenpräsidenten: Aulis Aarnio (Finnland); Jose Brito (Portugal); Eugenio Bulygin (Argentinien); Ricardo Guibourg (Argentinien); Hermann Klenner (Deutschland); Ulfrid Neumann (Deutschland); Enrico Pattaro (Italien); Carl Wellman (USA)
- Präsident: Matthias Mahlmann (Schweiz)
- Vize-Präsidenten: Véronique Champeil-Desplats (Frankreich); Marcelo Galuppo (Brasilien); Sanne Taekema (Niederlande); Gülriz Uygur (Türkei)
- Weitere Mitglieder: Juan Pablo Alonso (Argentinien); Amalia Amaya (Mexiko); Andres Botero-Bernal (Kolumbien); Ann Cudd (USA); Jasminka Hasanbegovic (Serbien); Isabel Lifante (Spanien); Li Lin (China); George Pavlakos (UK); Giorgio Pino (Italien); Lorenz Schulz (Deutschland); Michael Sevel (Australien); Hirohide Takikawa (Japan); Jin-Sook Yun (Korea); Wojciech Zaluski (Polen); Mauro Zamboni (Schweden); Klaus Günther (Deutschland)
- Mitglieder ohne Stimmrecht: Anne Kühler (Generalsekretärin); Annette Brockmöller (Editor-in-Chief des ARSP); Christoffer Wong (Webmaster); Mortimer Sellers (vorheriger Präsident)
- Generalsekretärin: Anne Kühler (Schweiz)
- Schatzmeister: Klaus Günther (Deutschland)
- Webmaster: Christoffer Wong (Schweden)

### Frühere Vorstandsgremien und Präsidenten
Vorstandsgremium 1909:
- Fritz Berolzheimer – Geschäftsleitender Vorsitzender 1909–1920
- Josef Kohler – Ehrenvorsitzender 1909–1919
- Carl Fürstenberg – Vorsitzender für die Vermögensangelegenheiten 1909–?? (nicht später als 1924)

Vorstandsgremium 1919/20–1933/34:
- Peter Klein – Geschäftsleitender Vorsitzender 1919/20–25/26 († 1925)
- Carl Fürstenberg – Vorsitzender für die Vermögensangelegenheiten 1909–?? (nicht später als 1924)
- Walther Rothschild – Vorsitzender für die Vermögensangelegenheiten 1924–?? (nicht später als 1935)
- Friedrich von Wieser – Ehrenvorsitzender 1924–1926 († 1926)
- Leopold von Wenger – Ehrenvorsitzender 1924–??
- Ernst Zitelmann – Ehrenvorsitzender 1921–1923

Vorstandsgremium 1925/26–1933/34:
- Wilhelm Sauer – Geschäftsleitender Vorsitzender 1925/26-ca. 1935
- Goetz Briefs – Stellvertretender Vorsitzender 1926–1933/34 (aus dem Amt entlassen)

Vorstandsgremium 1935–1944:
- Carl August Emge – Geschäftsleitender Vorsitzender 1935–1944

Vorstandsgremium 1948–1953:
- Rudolf von Laun – 1. Vorsitzender 1948–1953
- Wilhelm Szilasi – 2. Vorsitzender 1948–1953
- Ulrich Klug – 3. Vorsitzender 1948–1953

Vorstandsgremium 1953–1957:
- Julius Ebbinghaus – 1. Vorsitzender 1953–1957
- Ulrich Klug – 2. Vorsitzender 1953–1957
- Wilhelm Szilasi – 3. Vorsitzender 1953–1957

Vorstandsgremium 1957–1959:
- Rudolf von Laun – Vorsitzender 1957–1959
- Otto Brusiin – Vizepräsident 1957–1959
- Dieter Gunst – Schriftführer 1957–1959

IVR-Präsidentschaften 1959-Gegenwart:
- Rudolf von Laun – Präsident 1959–1963
- Peter Schneider – Präsident 1963–1967
- Alessandro Passerin D’Entréves – Präsident 1967–1971
- Chaim Perelman – Präsident 1971–1975
- Gray Dorsey – Präsident 1975–1979
- Paul Trappe – Präsident 1979–1983
- Aulis Aarnio – Präsident 1983–1987
- Alice Ehr-Soon Tay – Präsidentin 1987–1991
- Ralf Dreier – Präsident 1991–1995
- Enrico Pattaro – Präsident 1995–1999
- Eugenio Bulygin – Präsident 1999–2003
- Alexander Peczenik – Präsident 2003-05
- Marek Zirk-Sadowski – kommissarischer Präsident 2006-07
- Neil MacCormick – Präsident 2007–2009
- Yasutomo Morigiwa – kommissarischer Präsident 2009–2011
- Ulfrid Neumann – Präsident 2011–2015
- Mortimer Sellers – Präsident 2015–2019

## Kongresse
Die Kongresse der alten IVR waren auf Deutschland beschränkt und fanden statt in Berlin (1910), Darmstadt (1911), Frankfurt am Main (1914) und Berlin (1926).
Der erste Kongress nach der Wiedergründung der IVR 1948 erfolgte im Jahre 1957 in Saarbrücken. Zwei Jahre später folgte dann der Kongress in Wien (Österreich). Die Folgekongresse wurden zunächst alle vier Jahre veranstaltet, ab dem Jahr 1981 dann alle zwei Jahre. Der erste Kongress außerhalb Europas wurde von Gray Dorsey 1975 in St. Louis (USA) veranstaltet. Während der Präsidentschaft von Gray Dorsey (1975–1979) erlebte die IVR einen Internationalisierungsschub und wandelte sich in eine weltweite Vereinigung. Bald nach dem Kongress in St. Louis (USA) gab es Kongresse in Australien (Sydney & Canberra 1977), Mexiko (Mexiko-Stadt 1981) und Japan (Kobe 1987).
Kongresse alter Zählung:
- 1910 Berlin, Deutschland
- 1911 Darmstadt, Deutschland
- 1914 Frankfurt am Main, Deutschland
- 1926 Berlin, Deutschland

Kongresse neuer Zählung:
- 1957 Saarbrücken, Deutschland
- 1959 Wien, Österreich
- 1963 Istanbul, Türkei
- 1967 Gardone Riviera, Italien
- 1971 Brüssel, Belgien
- 1973 Madrid, Spanien
- 1975 Saint Louis, USA
- 1977 Sydney und Canberra, Australien
- 1979 Basel, Schweiz
- 1981 Mexiko-Stadt, Mexiko
- 1983 Helsinki, Finnland
- 1985 Athen, Griechenland
- 1987 Kobe, Japan
- 1989 Edinburgh, Großbritannien
- 1991 Göttingen, Deutschland
- 1993 Reykjavík, Island
- 1995 Bologna, Italien
- 1997 Buenos Aires und La Plata, Argentinien
- 1999 New York, USA
- 2001 Amsterdam, Niederlande
- 2003 Lund, Schweden
- 2005 Granada, Spanien
- 2007 Krakau, Polen
- 2009 Peking, China
- 2011 Frankfurt am Main, Deutschland
- 2013 Belo Horizonte, Brasilien
- 2015 Washington D.C., USA
- 2017 Lissabon, Portugal
- 2019 Luzern, Schweiz

## Bibliographie

### Gründungsdokumente
- Josef Kohler, Fritz Berolzheimer: Einführung. In: Archiv für Rechts- und Wirtschaftsphilosophie (ARWP) 1 (1907/08), S. 1 f. Wiederabgedruckt in: Sascha Ziemann (Hrsg.): Archiv für Rechts- und Sozialphilosophie: Bibliographie und Dokumentation (1907–2009). Stuttgart 2010, S. 410 (Gründungserklärung des Archivs von 1907).
- Josef Kohler, Fritz Berolzheimer: Die Begründung einer Internationalen Vereinigung für Rechts- und Wirtschaftsphilosophie samt den Gesetzgebungsfragen (I.V.R). In: Archiv für Rechts- und Wirtschaftsphilosophie (ARWP) 3 (1909/10), S. 435–437. Wiederabgedruckt in: Sascha Ziemann (Hrsg.): Archiv für Rechts- und Sozialphilosophie: Bibliographie und Dokumentation (1907–2009). Stuttgart 2010, S. 410–412 (Gründungserklärung der IVR von 1909).

### Auswahlbibliographie
- Annette Brockmöller (Hrsg.): Hundert Jahre Archiv für Rechts- und Sozialphilosophie (1907–2007): Auswahl 14 bedeutender Aufsätze von Kelsen, Radbruch, Luhmann u. a. (Reihe: Archiv für Rechts- und Sozialphilosophie, Beiheft, Bd. 112). Stuttgart 2007.
- Annette Brockmöller, Eric Hilgendorf (Hrsg.): Rechtsphilosophie im 20. Jahrhundert – 100 Jahre Archiv für Rechts- und Sozialphilosophie. Beiträge der Arbeitstagung „Rechtsphilosophie im Wandel der Gesellschaft“ vom 25. bis 27. Oktober 2007 in Bielefeld (Reihe: Archiv für Rechts- und Sozialphilosophie, Beiheft, Bd. 116). Stuttgart 2009.
- Otto Brusiin: Zum 50jährigen Bestehen der internationalen Vereinigung für Rechts- und Sozialphilosophie. In: International Association for the Philosophy of Law and Social Philosophy. Vorträge des IVR-Kongresses 1959 in Wien (Reihe: Archiv für Rechts- und Sozialphilosophie, Beiheft, Bd. 38, Neue Serie Bd. 1). 1960, S. 1–12.
- Arthur Kohler: Von der Wiege des Archivs. In: Archiv für Rechts- und Wirtschaftsphilosophie (ARWP) 24 (1930/31), S. 3–6. Wiederabgedruckt in: Sascha Ziemann (Hrsg.): Archiv für Rechts- und Sozialphilosophie: Bibliographie und Dokumentation (1907–2009). Stuttgart 2010, S. 412–413.
- Lothar Lotze, Walter Schier: Fritz Berolzheimer und das ARSP. In: Archiv für Rechts- und Sozialphilosophie (ARSP) 73 (1987), S. 15–29.
- Karl A. Mollnau (Hrsg.): Die Internationale Vereinigung für Rechts- und Sozialphilosophie und ihre Zeitschrift: Bibliographie, Statuten, Wirkungsgeschichtliches (Reihe: Archiv für Rechts- und Sozialphilosophie, Beiheft, Bd. 38). Stuttgart 1989.
- Karl A. Mollnau: Einleitung. Verein einer Zeitschrift oder Zeitschrift eines Vereins? In: Karl A. Mollnau (Hrsg.): Die Internationale Vereinigung für Rechts- und Sozialphilosophie und ihre Zeitschrift: Bibliographie, Statuten, Wirkungsgeschichtliches (Reihe: Archiv für Rechts- und Sozialphilosophie, Beiheft, Bd. 38). 1989, S. 7–15. Wiederabgedruckt in: Sascha Ziemann (Hrsg.): Archiv für Rechts- und Sozialphilosophie: Bibliographie und Dokumentation (1907–2009). Stuttgart 2010, S. 424–429.
- Karl A. Mollnau: Eine Liaison zwischen Rechtsphilosophie und Gesetzgebung. Skizze anhand der frühen Jahrgänge des Archivs für Rechts- und Wirtschaftsphilosophie. In: Gerhard Sprenger (Hrsg.): Deutsche Rechts- und Sozialphilosophie um 1900. Zugleich ein Beitrag zur Gründungsgeschichte der Internationalen Vereinigung für Rechts- und Sozialphilosophie (IVR) (Reihe: Archiv für Rechts- und Sozialphilosophie, Beiheft, Bd. 43). Stuttgart 1991, S. 111–120.
- Gerhard Sprenger (Hrsg.): Deutsche Rechts- und Sozialphilosophie um 1900. Zugleich ein Beitrag zur Gründungsgeschichte der Internationalen Vereinigung für Rechts- und Sozialphilosophie (IVR) (Reihe: Archiv für Rechts- und Sozialphilosophie, Beiheft, Bd. 43), Stuttgart 1991.
- Gerhard Sprenger: Das Archiv für Rechts- und Sozial(Wirtschafts)philosophie als Zeit-Schrift des Rechtsdenkens 1907–1987. In: Archiv für Rechts- und Sozialphilosophie (ARSP) 73 (1987), S. 1–14. Wiederabgedruckt in: Sascha Ziemann (Hrsg.): Archiv für Rechts- und Sozialphilosophie: Bibliographie und Dokumentation (1907–2009). Stuttgart  2010, S. 414–423.
- Gerhard Sprenger: 100 Jahre Rechtsphilosophie: eine Rückbesinnung entlang des 1907 gegründeten „Archiv für Rechts- und Wirtschaftsphilosophie“, in: Brockmöller & Hilgendorf (Hrsg.): Rechtsphilosophie im 20. Jahrhundert – 100 Jahre Archiv für Rechts- und Sozialphilosophie (Reihe: Archiv für Rechts- und Sozialphilosophie, Beiheft, Bd. 116). Stuttgart 2009, S. 9–35.
- Carl Wellman: One Hundred Years of the IVR. In: Archiv für Rechts- und Sozialphilosophie (ARSP) 95 (2009), S. 1–13.
- Sascha Ziemann: Archiv für Rechts- und Sozialphilosophie: Bibliographie und Dokumentation (1907–2009) (Reihe: Archiv für Rechts- und Sozialphilosophie, Beiheft, Bd. 123). Stuttgart 2010.